# Gabriela Drăgoi
Gabriela Drăgoi (n. 28 august 1992, Buzău, România) este o gimnastă română de talie mondială, medaliată cu bronz cu echipa lotului de gimnastică feminină al României la Jocurile Olimpice din anul 2008.
A fost medaliată cu bronz la bârnă în 2009, la Campionatele Europene de la Milano.Bronz la Grand Prix-ul de la Glasgow în 2009.

## Cariera
1996  
A început gimnastica la vârsta de 4 ani, la Clubul CSS Buzău, îndrumată de antrenorii Costică Clinciu și Gabriela Robu.
2004 
- A câștigat cu echipa Campionatele  școlare, a obținut al 13-lea punctaj la individual, medalia de aur la paralele și bronz la sărituri;
- Locul 7 la Campionatele Naționale, la individual compus;

- Locul 6 la Campionatul Național al junioarelor;

2005
- Obține locul al 3-lea la sol.

2006
- Obține titlul național de junioare și trei medalii de argint  la paralele, bârnă și sol.

2007
Primele concursuri internaționale: 
- la „Cita di Lugano Trophy”, al patrulea punctaj individual;
- la Festivalul Olimpic al Tineretului European de la Belgrad, unde a obținut medalia de bronz cu echipa României și locul al 6-lea la sol;

2008
- Medaliată cu bronz cu echipa lotului de gimnastică feminină a României la Jocurile Olimpice de la Beijing;
- Medaliată cu echipa la Campionatele Europene de la Clermont-Ferand;

2009
- Medaliată cu bronz, la bârnă la Europenele de la Milano și la Grand Prix-ul de la Glasgow.

2012
- S-a retras din activitatea competițională, în cadrul Galei Sportului Buzoian.[1]

## Distincții
- Ordinul “Meritul Sportiv” clasa a III-a cu 2 barete (27 august 2008) [2]
- În anul 2008, Primăria Municipiului Buzău a declarat-o „Omul anului”
- În anul 2012, premiată de Academia Olimpică Română[1]